# Доріс Піше
Доріс Піше (фр. Doris Piché; народилася 14 жовтня 1965 у м. Ла Сарре, Квебек, Канада) — канадська бадмінтоністка. 
Учасниця Олімпійських ігор 1992 в одиночному і парному розрядах, Олімпійських ігор 1996 в одиночному і змішаному парному розрядах.
Чемпіон Канади в одиночному розряді (1992), в парному розряді (1990, 1992).
Переможниця Mexico International в одиночному розряді (1989), в парному розряді (1989), в змішаному парному розряді (1989). Переможниця Canadian Open в парному розряді (1990), в змішаному парному розряді (1989). Переможниця U.S. Open в парному розряді (1990). Переможниця French Open в одиночному розряді (1991, 1992). Переможниця Welsh International в парному розряді (1992). Переможниця Spanish International в одиночному розряді (1995). Переможниця Irish International в одиночному розряді (1995).